# Vic Darchinyan
Vakhtang "Vic" Darchinyan  (Vanadzor, 7 de janeiro de 1976) é um boxeador armênio. Participou dos Jogos Olímpicos de Verão de 2000.